# Râul Meleș
Râul Meleș este un curs de apă, afluent al Someșului Mare. 